# Тревіс Зейджек
Тревіс Зейджек (англ. Travis Zajac; нар. 13 травня 1985, Вінніпег) — канадський хокеїст, що грав на позиції центрального нападника. Грав за збірну команду Канади.
Провів понад тисячу матчів у Національній хокейній лізі.

## Ігрова кар'єра
Хокейну кар'єру розпочав 2001 року на юніорському рівні виступами за команду «Сент-Джеймс Канадієнс», надалі продовжив виступами за «Селмон Арм Сілвербекс» з Британської Колумбії.
2004 року був обраний на драфті НХЛ під 20-м загальним номером командою «Нью-Джерсі Девілс».
Два сезони Тревіс відіграв університетському рівні за хокейну команду, що представляє Університет Північної Дакоти.
Зейджек наприкінці сезону 2005–06 уклав початковий контракт з командою «Нью-Джерсі Девілс». Вже в другій грі сезону 2006–07 відкрів лік закинутим шайбам в матчі проти «Даллас Старс». Новачок грав в другій ланці команди разом із Заком Парізе та Джеймі Лангенбраннером. За підсумками сезону отримав нагороду, як новачок року від фан-клубу «Девілс».
У другому сезоні змінився партнер по ланці, замість Лангенбраннера, який відновлювався після операції, грав Браєн Джіонта.
Третій сезон відзначився тим що ланка Зейджека стала першою в команді. У грудні 2008 року набрав соте очко в кар'єрі. Загалом Зейджек встановив рекорди в кар'єрі за кількістю голів (20), результативних передач (42) і очок (62) за підсумками сезону.
Перед сезоном 2009–10 Тревіс підписав з «дияволами» новий багаторічний контракт. У цьому сезоні Зейджек зробив свою 100-у результативну передачу в кар'єрі в листопаді, набрав 200-е очко в кар'єрі в березні і провів свій 300-й матч у лютому.
16 січня 2013 року Тревіс уклав новий контракт з «дияволами», підписавши восьмирічний контракт на суму $46 мільйонів доларів.
31 березня 2014 року Зейджек записав до свого активу перший хет-трик в матчі проти «Флорида Пантерс».
Сезон 2017–18 років став найменшим за кількістю проведених матчів Тревісом через травми.
21 лютого 2021 року в матчі проти «Вашингтон Кепіталс» Тревіс провів свій 1000-й матч у кар’єрі за «Девілс». 30 березня 2021 року в матчі проти «Бостон Брюїнс» закинув свій 200-й гол у кар'єрі.
7 квітня 2021 року, Зейджека разом із Кайлом Палм'єрі обміняли до клубу «Нью-Йорк Айлендерс».
20 вересня 2021 року Зейджек підписав одноденний контракт із «дияволами», щоб завершити кар'єру. 10 березня 2022 року в матчі проти «Вінніпег Джетс» він провів 1000-у гру, а також виконав урочисте закидання шайби.
Загалом провів 1108 матчів у НХЛ, включаючи 71 гру плей-оф Кубка Стенлі.
Виступав за збірну Канади, на головних турнірах світового хокею провів 12 ігор в її складі.

## Статистика

### Клубні виступи
| Сезон        | Клуб                         | Ліга         | Регулярний сезон | Регулярний сезон | Регулярний сезон | Регулярний сезон | Регулярний сезон | Плей-оф | Плей-оф | Плей-оф | Плей-оф | Плей-оф |
| Сезон        | Клуб                         | Ліга         | І                | Г                | П                | О                | ШХ               | І       | Г       | П       | О       | ШХ      |
| ------------ | ---------------------------- | ------------ | ---------------- | ---------------- | ---------------- | ---------------- | ---------------- | ------- | ------- | ------- | ------- | ------- |
| 2001–02      | «Сент-Джеймс Канадієнс»      | МЮХЛ         | 63               | 19               | 36               | 55               | 18               | —       | —       | —       | —       | —       |
| 2002–03      | «Селмон Арм Сілвербекс»      | БКХЛ         | 59               | 16               | 36               | 52               | 27               | —       | —       | —       | —       | —       |
| 2003–04      | «Селмон Арм Сілвербекс»      | БКХЛ         | 59               | 43               | 69               | 112              | 110              | 14      | 10      | 13      | 23      | 10      |
| 2004–05      | Університет Північної Дакоти | НКАА         | 43               | 17               | 19               | 36               | 16               | —       | —       | —       | —       | —       |
| 2005–06      | Університет Північної Дакоти | НКАА         | 45               | 17               | 27               | 44               | 20               | —       | —       | —       | —       | —       |
| 2005–06      | «Олбані Рівер-Ретс»          | АХЛ          | 2                | 0                | 1                | 1                | 2                | —       | —       | —       | —       | —       |
| 2006–07      | «Нью-Джерсі Девілс»          | НХЛ          | 80               | 17               | 25               | 42               | 16               | 11      | 1       | 4       | 5       | 4       |
| 2007–08      | «Нью-Джерсі Девілс»          | НХЛ          | 82               | 14               | 20               | 34               | 31               | 5       | 0       | 1       | 1       | 4       |
| 2008–09      | «Нью-Джерсі Девілс»          | НХЛ          | 82               | 20               | 42               | 62               | 29               | 7       | 1       | 3       | 4       | 6       |
| 2009–10      | «Нью-Джерсі Девілс»          | НХЛ          | 82               | 25               | 42               | 67               | 24               | 5       | 1       | 1       | 2       | 2       |
| 2010–11      | «Нью-Джерсі Девілс»          | НХЛ          | 82               | 13               | 31               | 44               | 24               | —       | —       | —       | —       | —       |
| 2011–12      | «Нью-Джерсі Девілс»          | НХЛ          | 15               | 2                | 4                | 6                | 4                | 24      | 7       | 7       | 14      | 4       |
| 2012–13      | «Нью-Джерсі Девілс»          | НХЛ          | 48               | 7                | 13               | 20               | 22               | —       | —       | —       | —       | —       |
| 2013–14      | «Нью-Джерсі Девілс»          | НХЛ          | 80               | 18               | 30               | 48               | 28               | —       | —       | —       | —       | —       |
| 2014–15      | «Нью-Джерсі Девілс»          | НХЛ          | 74               | 11               | 14               | 25               | 29               | —       | —       | —       | —       | —       |
| 2015–16      | «Нью-Джерсі Девілс»          | НХЛ          | 74               | 14               | 28               | 42               | 25               | —       | —       | —       | —       | —       |
| 2016–17      | «Нью-Джерсі Девілс»          | НХЛ          | 80               | 14               | 31               | 45               | 33               | —       | —       | —       | —       | —       |
| 2017–18      | «Нью-Джерсі Девілс»          | НХЛ          | 63               | 12               | 14               | 26               | 25               | 5       | 1       | 1       | 2       | 0       |
| 2018–19      | «Нью-Джерсі Девілс»          | НХЛ          | 80               | 19               | 27               | 46               | 20               | —       | —       | —       | —       | —       |
| 2019–20      | «Нью-Джерсі Девілс»          | НХЛ          | 69               | 9                | 16               | 25               | 28               | —       | —       | —       | —       | —       |
| 2020–21      | «Нью-Джерсі Девілс»          | НХЛ          | 33               | 7                | 11               | 18               | 6                | —       | —       | —       | —       | —       |
| 2020–21      | «Нью-Йорк Айлендерс»         | НХЛ          | 13               | 1                | 1                | 2                | 0                | 14      | 1       | 1       | 2       | 6       |
| Усього в НХЛ | Усього в НХЛ                 | Усього в НХЛ | 1,037            | 203              | 349              | 552              | 344              | 71      | 12      | 18      | 30      | 26      |

### Збірна
| Рік                | Команда            | Турнір             | Місце              |    | І | G | A | О | ШХ |
| ------------------ | ------------------ | ------------------ | ------------------ | -- | - | - | - | - | -- |
| 2009               | Канада             | ЧС                 | 2                  | 5  | 0 | 0 | 0 | 2 |    |
| 2011               | Канада             | ЧС                 | 5-е                | 7  | 1 | 2 | 3 | 2 |    |
| Національна збірна | Національна збірна | Національна збірна | Національна збірна | 12 | 1 | 2 | 3 | 4 |    |